# Броненосные крейсера типа «Идзумо»
Броненосные крейсера типа «Идзумо» — тип крейсеров японского императорского флота начала XX века. Являлись усовершенствованной версией крейсеров типа «Асама». Всего построено две единицы: «Идзумо» (яп. 出雲) и «Ивате» (яп. 磐手). Их дальнейшим развитием были броненосные крейсера типа «Цукуба».

## Проектирование и постройка
Во второй половине 1895 года правительство и парламент Японии приняли новую программу кораблестроения, рассчитанную на 10 лет. План включал четыре броненосных крейсера и четыре броненосца, которые нужно было заказать у иностранных фирм, в основном, на британских верфях, поскольку Японии не имела возможности самостоятельно их построить. Сравнение с российской строительной программой убедило японцев, что кораблей заказанных по первоначальному плану, было бы недостаточно для противостояния российскому императорскому флоту. Ограниченный бюджет не позволял заказать больше броненосцев, и решили заказать больше броненосных крейсеров, которые решили заказать вместо четырёх шесть кораблей. Эти корабли были заказаны, за счёт £30 000 000 контрибуции выплаченной Китаем после поражения в первой китайско-японской войне. Из них в первую очередь, вошли три броненосца и пять броненосных крейсеров.
16 сентября 1897 года британская фирма получила заказ на очередной крейсер 1-го класса. Они были разработаны сэром Филипом Уоттсом, который воспользовался быстрым развитием техники. Самым заметным отличием стало появление третьей дымовой трубы, обусловленное применением водотрубных котлов Бельвиля. Решили убрать носовой торпедный аппарат вместе с его защитой, а вес сэкономленный на этом и на облегчении главной энергетической установки направили на увеличение толщины броневой палубы.

## Конструкция

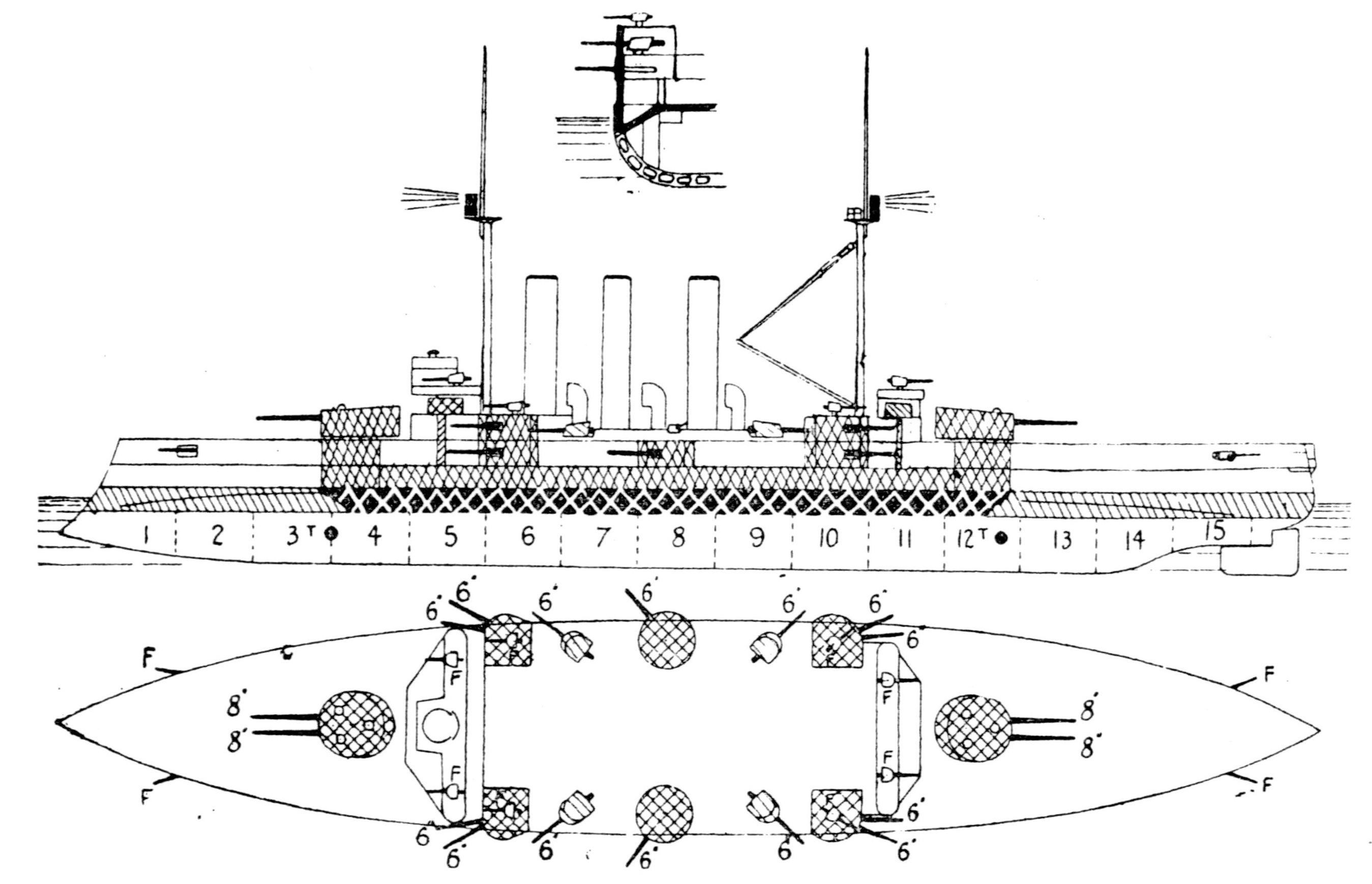
Схема

Гладкопалубный корпус с небольшой седловатостью верхней палубы и незначительным завалом борта в районе миделя, строился из мягкой судостроительной (сименс-мартеновской) стали по смешанной системе набора.
Водоизмещение: нормальное 9503, полное 10 305 дл. т.
Длина: между перпендикулярами 121,92 м, наибольшая 132,78 м. Ширина: наибольшая по конструктивной ватерлинии 20,94 м. Осадка по конструктивной ватерлинии 7,24 м.
На крейсерах был один полубалансирный руль.
Благодаря срезанному дейдвуду и увеличенной площади пера руля крейсера имели небольшой радиус циркуляции и отличную управляемость.

### Силовая установка
Крейсера оснащались двухвальными энергетическими установками с вертикальными четырёхцилиндровыми паровыми машинами тройного расширения, которые изготовила фирма «Хамфриз, Теннант энд Дайке». Двадцать четыре котла Бельвиля с экономайзерами имели общую нагревательную поверхность 35 350 кв. футов (3284,12 м²) и площадь колосниковых решеток — 1071 кв. футов (99,5 м²). Силовая установка оказалась на 300 т легче, чем на броненосных крейсерах типа «Асама». Проектная мощность при натуральной тяге составила 14 500 л. с.
Нормальный запас топлива хранился в угольных ямах, расположенных вдоль бортов на протяжении машинно-котельных отделений. Он равнялся 600 дл. т. И именно с ним рассчитывалась осадка и, соответственно, возвышение главного броневого пояса над ватерлинией. Максимальное количество угля, которое корабль мог принять на борт составляло для «Идзумо» — 1402 т, для «Иватэ» — 1412 т. При максимальном запасе дальность составляла 4900 морских миль на ходу 10 узлов.
На крейсерах стояло по три пародинамо суммарной мощностью 144 кВт; скорость вращения валов составляла 500 об/мин.

### Бронирование
Главный броневой пояс шириной 2,13 м простирался по ватерлинии от минус второго шпангоута до форштевня. При нормальном водоизмещении, над водой пояс возвышается на 0,8 м. Толщина плит в пределах цитадели составляла 178 мм, в оконечностях 89 мм. В шести футах за кормовым перпендикуляром главный пояс замыкался броневым траверзом такой же толщины (89 мм). Второй 127-мм пояс (шириной 2,13 м) имел длину 53,34 м и замыкалась броневыми траверзами из 127-мм стали, идущими под углом к диаметральной плоскости.
Башни главного калибра: стены 152 мм, крыша 25 мм.
Носовая боевая рубка: стены 356 мм, крыша 25 мм, кормовая соответственно 76 и 25 мм.
Горизонтальная броня: защитная палуба, крыши казематов, башен и боевых рубок изготовлялись из «экстрамягкой» никелевой стали. Вся же броня толщиной менее 5 дюймов (127 мм) осталась, как и прежде, гомогенной сталеникелевой.
Немного увеличили (в сравнении с Асамой) толщину броневой палубы. Теперь на всем своем протяжение она была 2,5-дюймовой (63,5 мм), как на скосах, так и в горизонтальной части.

### Вооружение

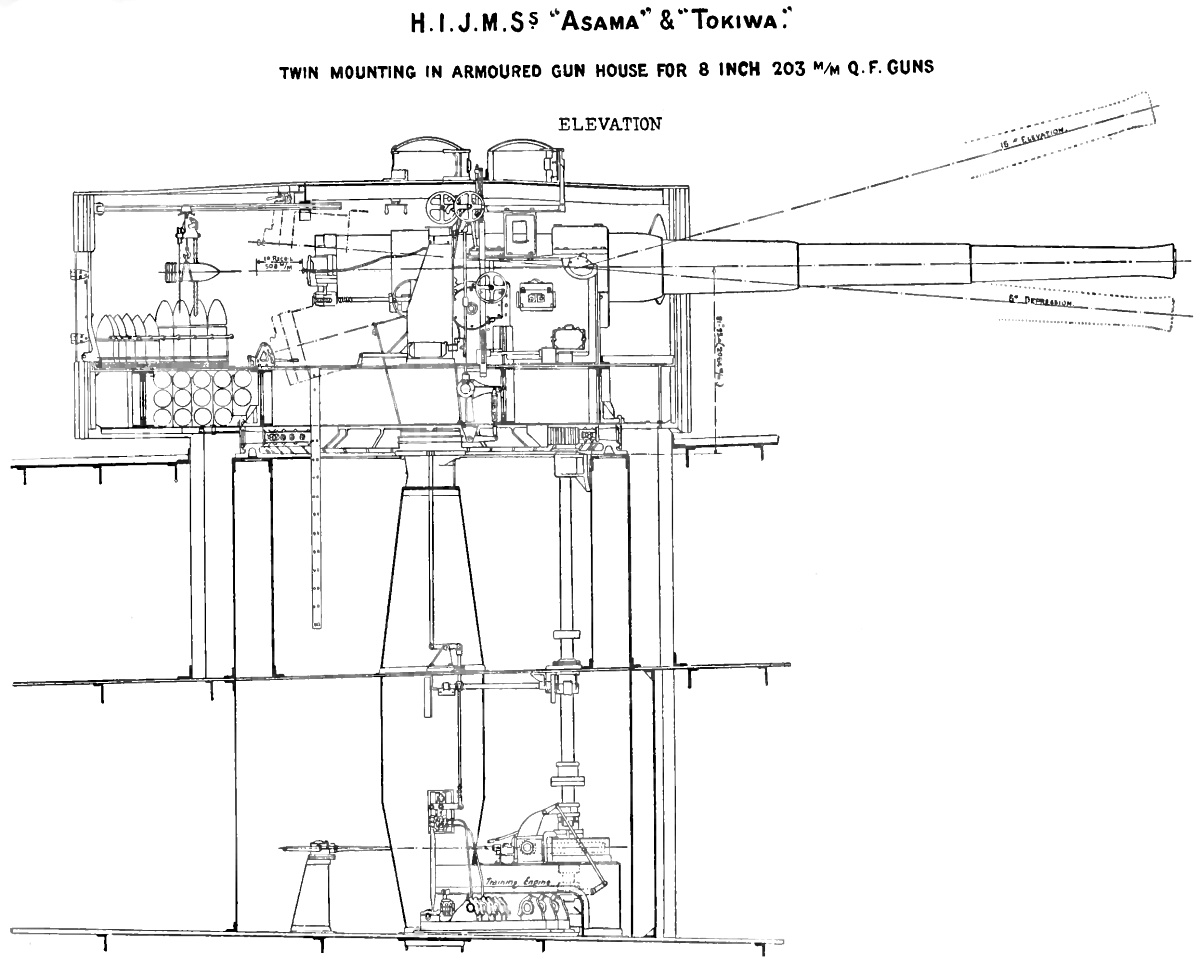
Чертёж башни главного калибра. Углы склонения от −5 до +15 °

В качестве главного калибра установили по четыре 8-дюймовки длиной в 45 калибров. Они имели принятую в то время в Англии проволочную конструкцию и поршневой затвор. Все крейсера, сошедшие с британских стапелей, имели одинаковые двухорудийные барбетно-башенные артустановки. По вертикали станки обеспечивали орудиям предельные углы наведения от −5 до +15 °. Масса снаряда 113,5 кг, начальная скорость 782 м\с, дальность стрельбы — 65 кбт.
Остальное вооружение состояло из скорострельных орудий: 14 152-мм орудий системы Армстронга с длиной ствола 40 калибров: десять 152-мм орудий размещались в бронированных казематах — 6 на батарейной палубе и 4 на верхней, остальные в палубных установках, двенадцати 12-фунтовых (76-мм) пушек с длиной ствола 40 калибров . По четыре орудия устанавливались на батарейной палубе в оконечностях, четыре пушки стояли на крышах двухъярусных казематов. Оставшиеся четыре — попарно на крыльях носового и кормового верхних мостиков. И одноствольных 47-мм пушек Гочкиса (2,5- и 3-фунтовые). Они имели одинаковый калибр, но разную длину ствола (33 или 43 клб), всего таких пушек было восемь. Четыре пушки, за коробчатыми щитами стояли на боевых марсах, остальные на мостиках. 152-мм орудия системы Армстронга монтировались на станках с центральным штыром, обеспечивающих максимальный угол возвышения 20 ° и снижения 7 °. На каждое орудие полагалось 150 выстрелов. Теоретическая скорострельность составляла 5-7 выстрелов в минуту, практическая четыре. При угле возвышения 15° дальность составляла 10 000 ярдов (9140 м, 49,4 кбт.). При угле возвышения 20° дальность была 10 186 м (55 кбт.), больше чем 10 000 ярдов. 152-мм патронные пушки системы Кане (приняты в русском флоте в 1892 году) при угле возвышения 15° могли стрелять (масса снаряда 41,5 кг) на расстояние 53 каб.
По теориям, господствующим в то время в военно-морских кругах, для отражения атак миноносцев 12-фунтовые пушки снабдили только бронебойными снарядами. При этом бронебойный снаряд мог считаться таковым только формально, так как только имел более прочный корпус, чем у фугасного снаряда и из-за этого меньший по весу разрывной заряд.
На крейсерах насчитывалось четыре 18" (457-мм) подводных бортовых торпедных аппаратов. Боезапас составлял 16 торпед, по четыре на аппарат.
18" торпеда образца 30 (1897 г.) при длине 5,18 м несла заряд в 220 фунтов (100 кг) шимозы и имела максимальную скорость 28 узлов, на которой могла пройти 6 кбт.

## Модернизации
После русско-японской углы возвышения орудий главного калибра были изменены на +30°/−5°, что позволило получить максимальную дальность стрельбы 18 000 м (97,2 кбт., 19 700 ярдов).

## Служба
«Идзумо» — Заложен в мае 1898, спущен 19 сентября 1899, вошёл в строй 25 сентября 1900 года.
«Ивате» — Заложен в ноябре 1898, спущен 23 марта 1900, вошёл в строй 18 марта 1901 года.

## Оценка проекта
В океанских рейдерах японские адмиралы не нуждались, а вот быстроходные ударные корабли им были очень полезны, а также охотники за русскими броненосными крейсерами — своего рода «истребители истребителей торговли».
Все это и определило концепцию новых японских боевых судов. Большая дальность плавания — самых важный тактический элемент тогдашних крейсеров — им была не нужна. Поэтому «Асама» по сути представляла собой не крейсер, а скорее быстроходный броненосец с облегчённой артиллерией главного калибра и меньшей толщиной брони. Причём на «Идзумо» благодаря внедрению крупповской брони защита приблизилась к защите эскадренных броненосцев конца XIX века. 178-мм пояс из плит, закаленных по способу Круппа, по сопротивляемости снарядам незначительно уступал 229-мм гарвеевской броне «Сикисимы», «Асахи» и «Хацусэ». Толщина главного пояса из крупповской брони у русских броненосцев типа «Бородино» составляла 194 мм, а у английских типа «Канопус» — всего 152 мм. Доля брони тоже была на уровне броненосцев 26,5 — 28 % от нормального водоизмещения.
По оценкам современников, японские броненосные крейсера программы «6+6» обладали посредственной мореходностью. Отсутствие полубака вместе с перегруженной броней и вооружением носовой частью делало их чрезвычайно «мокрыми» и затрудняло ведение огня в свежую погоду из носовой башни главного калибра, не говоря уже о казематах нижнего яруса, но лучшими ходовыми качествами на волнении из всей шестерки обладал тип «Идзумо».
Японские броненосные крейсера программы 1895—1896 годов, можно назвать этапными кораблями в военно-морской истории. Вместе с остальными они являлись быстроходным крылом своих главных сил, что дает некоторый повод считать их родоначальниками нового класса боевых кораблей — класса линейных крейсеров, но повод иллюзорный. Они не были в этом первыми. Первые крейсера, которые предназначались прежде всего для эскадренного боя с основными силами неприятеля, а не для океанского рейдерства, были броненосные крейсера типа «Джузеппе Гарибальди» и на распространение по всему миру итальянцев последовал ответ: Австрия-Венгерские «Габсбурги» и Чилийские «Конститусьон» и «Либертад». Из сравнения наступательных и оборонительных качеств броненосных крейсеров видно несомненное преимущество «Гарибальди» в пересчёте на единицу водоизмещения (а следовательно, и стоимости). Итальянский проект превосходит по этому параметру даже японские броненосные крейсера.
Некоторые предвоенные прогнозы не подтвердились. Увеличившиеся дистанции боя повысили значение именно тяжёлых орудий, а 6-дюймовки отошли на второй план. А для состязания с броненосцами 8-дюймовый главной калибр оказался недостаточно эффективным. Их развитие «Цукуба» по сути представлял собой увеличенный «Идзумо» с четырьмя 12-дюймовыми орудиями ГК вместо 8-дюймовых, но из-за низкой скорости (для своего времени) он был аналогом не эскадренного крейсера, а облегчённого эскадренного броненосца, такого как британские «Дунканы» или итальянские броненосцы типа «Реджина Маргерита». Таким образом их развитие выродилось в броненосец 2-го класса, мощный, быстроходный, но второклассный броненосец.
Концепция двух самостоятельных ударных соединений из равного числа линкоров и линейных крейсеров, заложенная программой 1895—1896 гг., для японского флота стала основной на последующие десятилетия, несмотря на появление нового поколения кораблей кораблей — дредноутов.
Все шесть крейсеров были построены очень быстро: пять из них вступили в строй в 1899—1900 гг., последний — «Иватэ» — в марте 1901-го. Лучшими из всей серии оказались «Идзумо» и «Иватэ», наименее удачным — «Адзума». Только последний, который имел определённые нарекания к его проекту и качеству постройки, на момент ввода в строй был слабее наиболее мощного броненосного крейсера другой страны мира («Варезе» типа «Джузеппе Гарибальди»). Но уже проходил испытания «контр-Гарибальди» — «Габсбург», который был быстрее и сильнее не только любого из «Гарибальдийцев», но и любого из «Асамоидов». При этом он был меньше любого из шестёрки. Но никто не мог выставить такой мощный и однородный крейсерский отряд из шести крейсеров.
По большинству чисто крейсерских элементов они проигрывают всем основным конкурентам (кроме итальянцев). Не слишком высокая скорость (к тому же с трудом достигавшаяся даже на испытаниях), малый запас угля, невысокий борт — все эти недостатки являются продолжением достоинств проекта. Большая относительная площадь бронирования куплена за счёт короткого и низкого корпуса, что, в свою очередь, препятствует развитию присущей крейсерам того времени скорости (22 — 23 узла) и мореходности океанского корабля. Камимура не смог догнать формально гораздо более тихоходные «Россию» и «Громобой».
После вступления в строй четырёх кораблей типов «Цукуба» и «Ибуки», вооруженных 12-дюймовой артиллерией, боевая ценность броненосных крейсеров типа «Идзумо» резко уменьшилась. С появлением в 1912 году линейного корабля «Кавати» и со спуском на воду 18 мая 1912 года линейного крейсера «Конго» стало ясно, что все шесть крейсеров программы окончательно устарели.